# Lucus Planum
Lucus Planum es una región en Marte, llamada así por una característica del albedo. Su nombre fue aprobado por la Unión Astronómica Internacional en 1997. La latitud central de la característica es 4,99 grados S y la longitud central es 182,83 grados Se encuentra justo al este y noreste del volcán Apollinaris Patera. Lucus Planum se encuentra tanto en el cuadrángulo de Memnonia como en el cuadrángulo de Aeolis. Es parte de una región llamada "Formación Medusae Fossae". Parte de esta región está cubierta de yardangs. Se forman por la acción del viento sobre partículas del tamaño de la arena; por lo tanto, a menudo apuntan en la dirección en que soplaban los vientos cuando se formaron.

## Galería

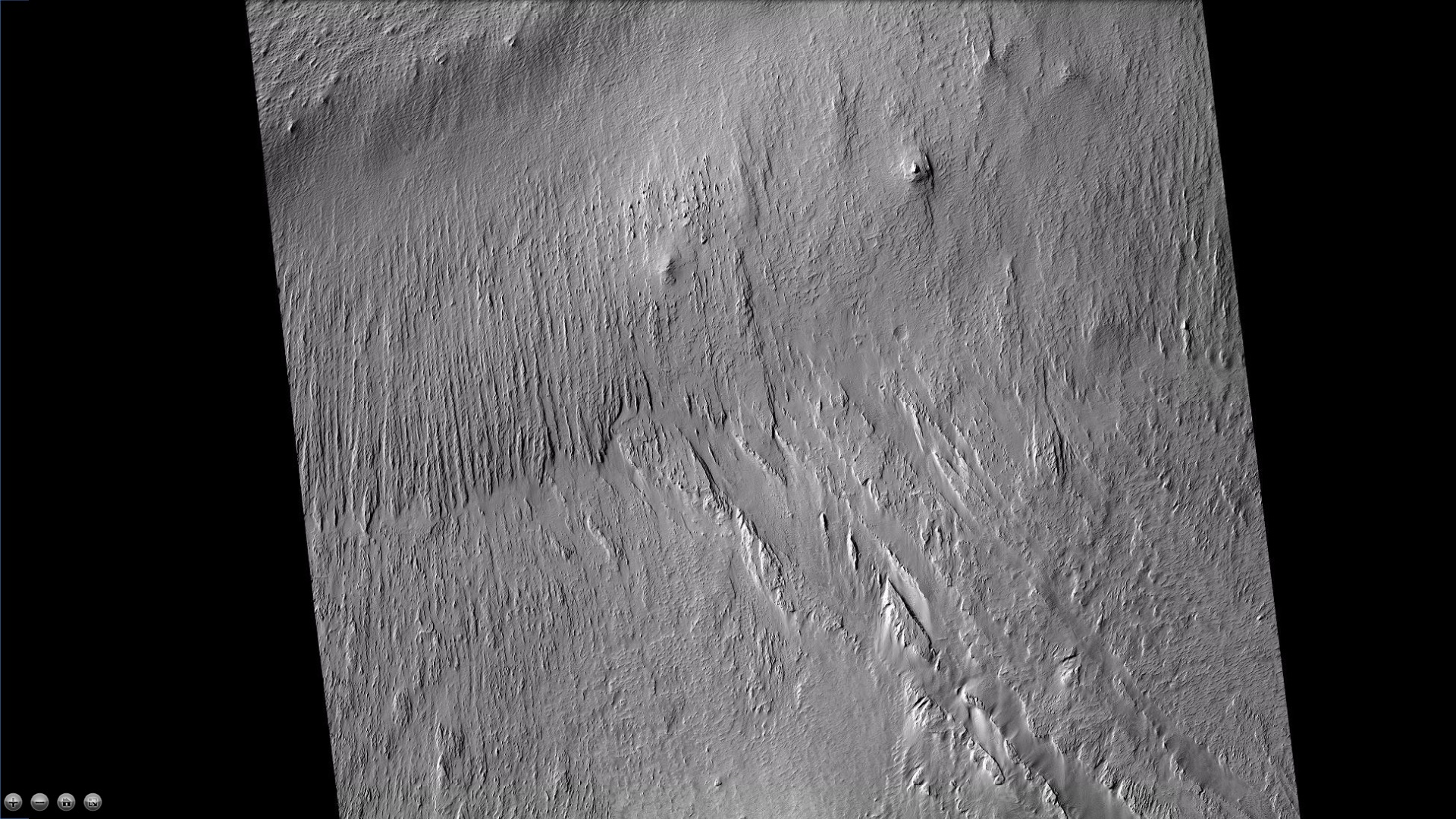
Amplia vista de contexto de la superficie de Lucus Planum, como se ve con CTX.
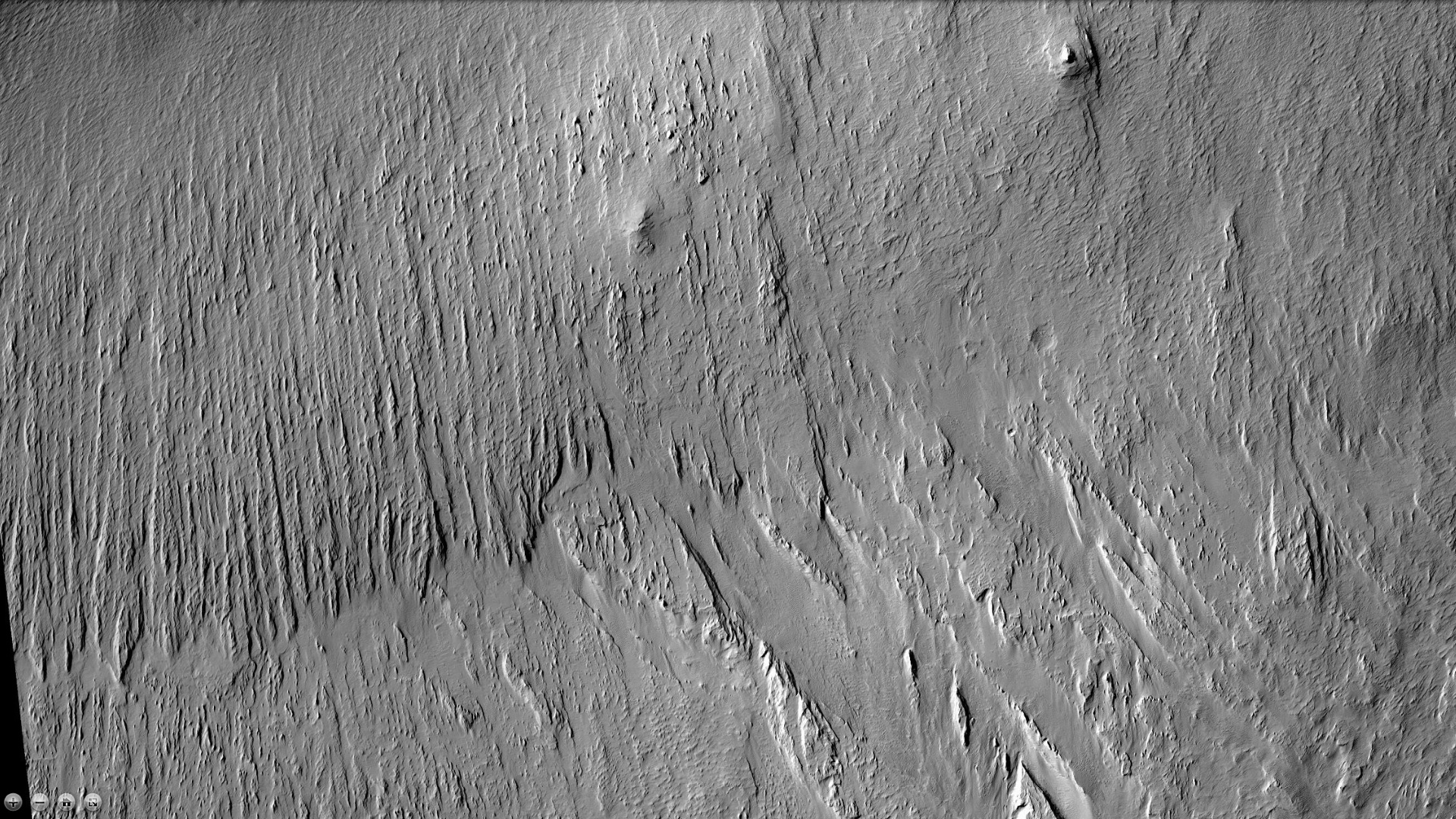
Vista más cercana de yardangs de la imagen anterior, como se ve con CTX.
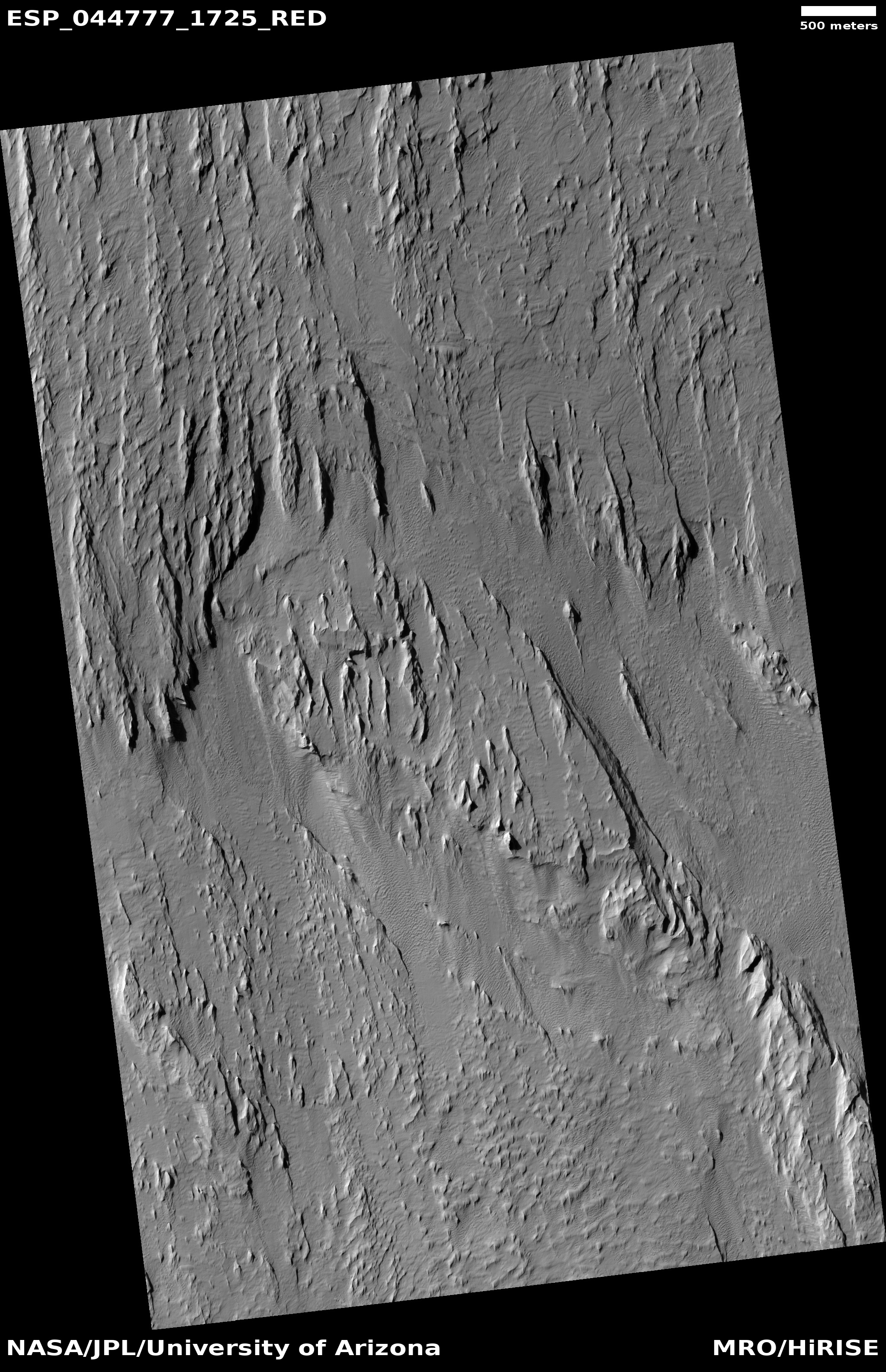
Amplia vista de yardangs en Lucus Planum, visto por HiRISE bajo el programa HiWish
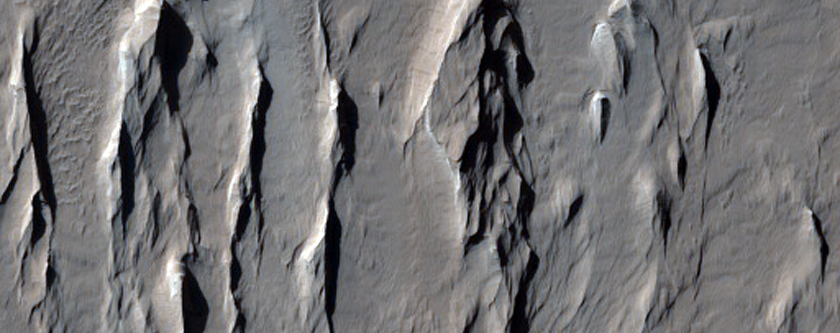
Vista cercana de yardangs en la imagen anterior, como lo ve HiRISE bajo el programa HiWish
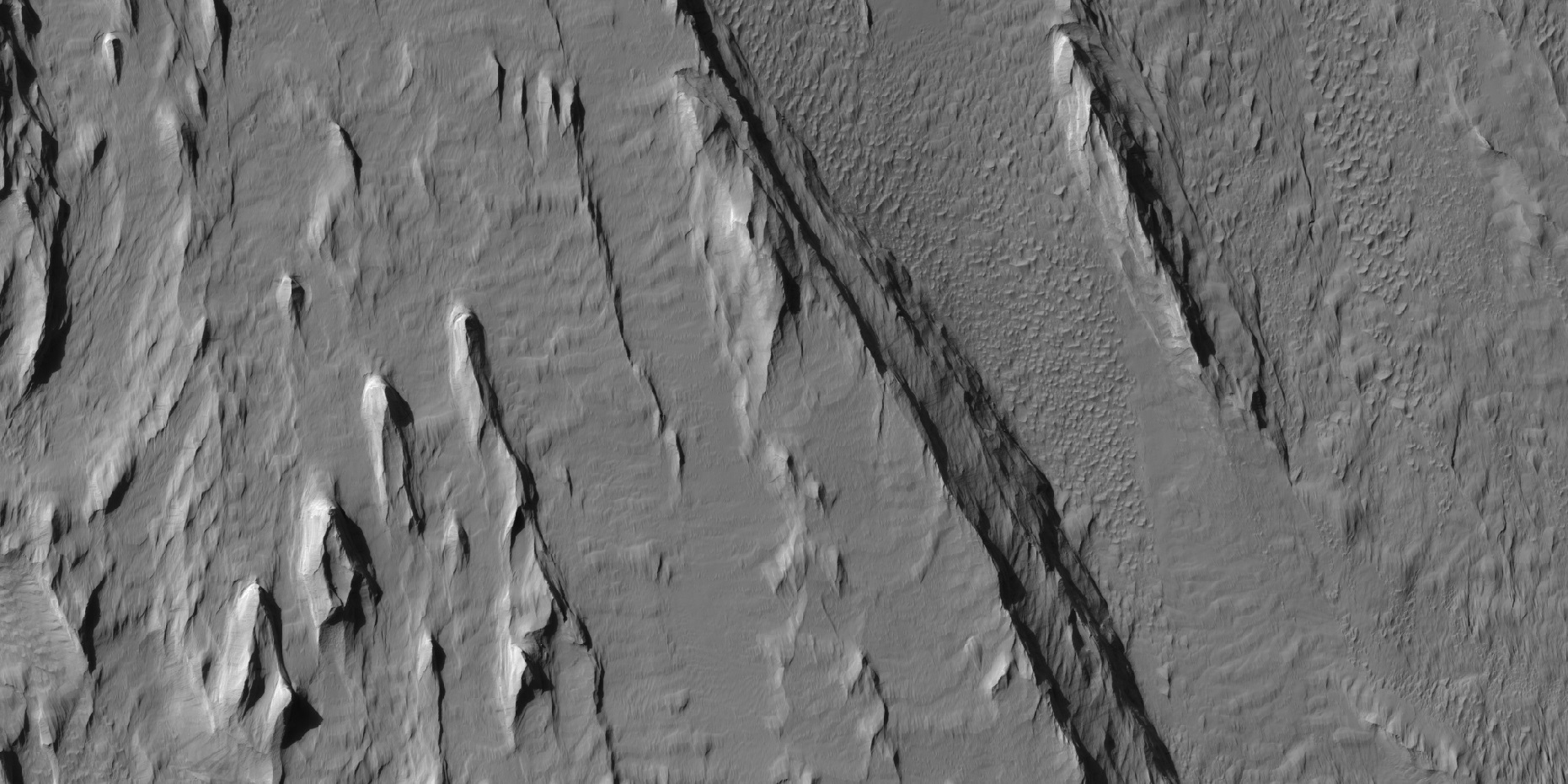
Vista cercana de yardangs de una imagen anterior, como lo ve HiRISE bajo el programa HiWish